# Jasienica Sufczyńska
Jasienica Sufczyńska – wieś w Polsce położona w województwie podkarpackim, w powiecie przemyskim, w gminie Bircza}. Leży na Pogórzu Przemyskim.
| SIMC    | Nazwa | Rodzaj    |
| ------- | ----- | --------- |
| 0599190 | Kopań | część wsi |

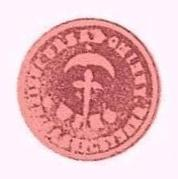
Pieczęć wsi z 1876 r.

Wieś powstała w drugiej połowie XIX wieku, jako osada robotników pracujących w hucie szkła w Sufczynie. Wzmiankowano ją po raz pierwszy w 1785. Do ówczesnego właściciela wsi – Alberta hr. Dębińskiego należało 442 ha lasu, a do mieszkańców wsi tylko 6 ha. Piasek potrzebny do produkcji szkła wydobywano na terenie wsi ze zboczy góry Piaskowa.
W 1930 właścicielem majątku w Jasienicy był dr Leonard Tarnawski. W II Rzeczypospolitej wieś w powiecie dobromilskim województwa lwowskiego. W 1944 r. mieszkało tutaj 338 Polaków i 9 Ukraińców. Działała polska samoobrona, która wspólnie z samoobroną ze wsi Sufczyna, odpierała ataki małych grup nacjonalistów ukraińskich z OUN-UPA. W czasie ataku w dniu 17 marca 1945 r. zginęło 2 polskich milicjantów.
Pomimo że prawie wszyscy mieszkańcy wsi deklarowali narodowość polską, w czasie Akcji Wisła wysiedlono stąd 73 osoby.
W latach 1975–1998 miejscowość administracyjnie należała do województwa przemyskiego.